# Interdizione da una professione o da un'arte
L'interdizione dall'esercizio di una professione o un'arte è una pena accessoria prevista dal codice penale italiano all'art. 30 e priva chi ne sia colpito della capacità di esercitare, durante l'interdizione, una professione, un'arte, un mestiere che preveda il rilascio di un'autorizzazione, abilitazione, licenza o altro genere di permesso, e comporta la decadenza dal permesso, abilitazione, licenza; la decadenza si intende rivolta a chi è già in possesso di una abilitazione, licenza ecc, mentre privazione della capacità chi non sia abitualmente titolare del permesso.
Questa interdizione, oltre ad essere prevista in singole norme incriminatici, consegue anche alla condanna per delitti commessi con abuso dei poteri o violazione dei doveri inerenti all'esercizio di una professione, arte, mestiere  (art.31 c.p.) e non può avere durata inferiore a un mese, né superiore a cinque anni. Si determina in base al principio di equivalenza.
Deve essere tenuta distinta dal divieto temporaneo di esercitare determinate attività professionali o imprenditoriali, designato come misura cautelare.